# متلازمة مرض الدرقية السوية
متلازمة مرض الدرقية السوية (بالإنجليزية: Euthyroid sick syndrome)‏ (وتُعرف أيضا باسم متلازمة الإعياء غير الدرقي (بالإنجليزية: non-thyroidal illness syndrome)‏ ومتلازمة انخفاض هرمونات الغدة الدرقية (بالإنجليزية:  low T3 low T4 syndrome)‏) هي حالة من التكيف أو عدم انتظام السيطرة على التغذية الارتجاعية (في المحور الوطائي-النخامي-الدرقي، حيث تكون مستويات هرمونات الغدة الدرقية غير طبيعية، على الرغم من عدم وجود اضطرابات وظيفية في الغدة الدرقية.
تظهر هذه المتلازمة غالبا في حالات الجوع أو المرض الحرج أو في المرضى الموجودين في وحدة العناية المركزة.
ويعتبر النمط الهرموني الأكثر شيوعًا في هذه المتلازمة هو انخفاض T3 الكُليّ (total) والحر أو الفعال (free)، وارتفاع ثلاثي يود الثايرونين العكسي، فيما تكون مستويات T4 وهرمون منبه الدرقية طبيعية، مع إمكانية حدوث انخفاض لهما (T4 وهرمون منبه الدرقية) في حالة الأمراض الأكثر حدة أوالمزمنة.

## الأسباب
تشمل أسباب متلازمة الإعياء غير الدرقي عددًا من الحالات الحادة والمزمنة، والتي من بينها الالتهاب الرئوي، الصيام، التجويع، فقدان الشهية العصابي، الإنتان، الصدمة، الالتفافية القلبية الرئوية، الورم الخبيث، الإجهاد، فشل القلب، انخفاض درجة حرارة الجسم، احتشاء عضلة القلب، مرض الكلى المزمن، تليف الكبد، الحماض الكيتوني السكري، الجراحة، العدوى، تلف الدماغ، صدمة جهاز الدوران، السرطان وفيروس نقص المناعة البشرية.
كذلك يُفترض وجود هذه المتلازمة في سياق الأمراض خارج المستشفى مرتبطة ارتباطًا وثيقًا بسلسلة من الأمراض المزمنة، مثل داء الأمعاء الالتهابي، ومتلازمة التعب المزمن، وأمراض المناعة الذاتية. بجانب إمكانية حدوثها في الاضطرابات اكتئابية الرئيسية، بالإضافة إلى فرط التمارين الرياضية.
لوحظ أيضا وجود ظاهرة مضادة لمتلازمة الإعياء غير الدرقي في بعض الحالات، والتي تمثلت في ارتفاع نسبة هرمون منبه الدرقية وهرمونات الغدة الدرقية بشكل عام بدلاً من انخفاضها. ويمكن أن يحدث هذا أثناء الحمل، السمنة، وتحمل البرودة، والذهان الحاد، واضطراب ما بعد الصدمة.

## الفسيولوجيا المرضية
يتغير نشاط الإنزيمات النازعة اليودالمختلفة في الأمراض الحرجة. وقد تغير المدخلات الخلطية والعصبية على مستوى المهاد من ضبط نقطة اتزان الغدة الدرقية، وهذا بدوره قد يلعب دورا هاما كسبب أساسي في حدوث متلازمة الإعياء غير الدرقي. بالإضافة إلى ذلك فقد يؤثر كل من المرض أو الأدوية (مثل الأسبرين والهيبارين) على البروتينات الرابطة لهرمونات الغدة الدرقية في البلازما، مما يؤدي إلى انخفاض مستويات الهرمونات الكلية، في حين أن التركيزات الحرة (النشطة) للهرمونات قد تكون مرتفعة بشكل مؤقت.

## التشخيص
قد يكون لدى مرضى متلازمة الإعياء غير الدرقي مستوي هرمون منبه الدرقية طبيعي أو منخفض أو مرتفع قليلاً اعتمادًا على الطيف وطور المرض. يمكن تغير مستويات T4 و T3 الكلية عن طريق اضطرابات البروتينات الرابطة، والأدوية. يحدث بشكل عام زيادة مستويات ثلاثي يود الثايرونين العكسي، في حين تنخفض نسبة T3 الكُليّ، كما قد يحدث زيادة عابرة في مستويات T4 الكُليّ، قبل أن يصبح تحت الطبيعي أثناء المرض الشديد.
في الأمراض الأكثر بشكل عام يحدث انخفاض في مستويات T3 الحر أو الفعال، يتبعه انخفاض T4 الحر أو الفعال.
متلازمة الإعياء غير الدرقي هي أحد مكونات عملية تكيف الغدد الصماء المعقدة. لذلك، قد يعاني المرضى المصابون أيضًا من فرط برولاكتين الدم وارتفاع مستويات الكورتيكوستيرويدات (خاصة الكورتيزول) وهرمون النمو.
قد يكون من الصعب تمييز متلازمة الإعياء غير الدرقي عن الأشكال الأخرى لضعف الغدة الدرقية. قد يحدث انخفاض الدرقية الأولي قد يحدت انخفاض في هرمونات الغدة الدرقية الكلية وأرتفاع هرمون منبه الدرقية في كل من متلازمة الإعياء غير الدرقي وقصور الدرقية (وهو أمر شائع في المستشفى، خلال مرحلة التعافي من متلازمة الإعياء غير الدرقي) وبالتالي فإن وصف هرمون الغدة الدرقية لعلاج ذلك قد يؤدي إلى فرط علاج الغدة الدرقية لمدى الحياة.

## العلاج
هناك جدل مستمر حول ما إذا كانت متلازمة الإعياء غير الدرقي متلازمة تكيفية أم أنها عسر التكيف في الاستجابةً للإجهاد الفسيولوجي. تشير بعض المصادر إلى أن متلازمة الإعياء غير الدرقي مفيدة كاستجابة في المرحلة الحادة، لكنها ضارة خلال المرحلة المزمنة من المرض. حققت العديد من التجارب في احتمالية علاج متلازمة الإعياء غير الدرقي. ومع ذلك، فقد أسفرت هذه التحقيقات عن نتائج غير متناسقة ومتناقضة جزئيا، الأمر الذي قد يرجع سببه إلى عدم تجانس المرضى الذين تمت دراستهم، وعدم وجود تعريف ثابت لمتلازمة الإعياء غير الدرقي.
يُعطي تناول هرمونات الغدة الدرقية (T3 و T4) نتائج متغيرة، ولكن يبدو عموما أنه لا يعطي أي تحسينات على نتائج الصحة. ومع ذلك، فإن تناول هرمون منبه الدرقية في حالة المرضى الذين يعانون من أمراض مزمنة يبدو أن لهُ أثر محسن لتطبيع مستويات الغدة الدرقية وتحسين الوظيفة الأيضية الهادمة، على الرغم من وضوح ما إذا كان ذلك أمرا مفيدا.
عندما يكون السبب في متلازمة الإعياء غير الدرقي هو استجابة الصيام العادية تجاه المرض، فقد تبين أن التغذية الوريدية المبكرة تخفف من التغيرات في هرمونات الغدة الدرقية، في حين أن التغذية الوريدية المتأخرة تؤدي إلى تفاقمها. ومع ذلك فإن التغذية الوريدية المتأخرة أدت أيضًا إلى تقليل المضاعفات والتعافي السريع في إحدى الدراسات.

## التاريخ
- اكتشف انخفاض في نصف العمر لهرمون T4 في الرياضيين عام 1968. وشكّل ذلك أول إدراك تغيرات تركيز هرمونات الغدة الدرقية التي لم تكن نتيجة لاضطرابات في الغدة الدرقية أو الغدة النخامية، ثم في عام 1971 وجدوا أيضا زيادة عابرة في هرمون T4 أثناء تدريب الدراجات.

- في عام 1973، اكتشف عدد من الباحثين أن المجاعة ترتبط بانخفاض تركيز هرمون T3. وتلى ذلك ملاحظة وجود نفس النمط في المرضى الذين يعانون من أمراض حرجة، وأورام.